# Iresine orientalis
Iresine orientalis là loài thực vật có hoa thuộc họ Dền. Loài này được G.L. Nesom mô tả khoa học đầu tiên năm 1982.